# GADD45GIP1
GADD45GIP1‏ (GADD45G interacting protein 1) هوَ بروتين يُشَفر بواسطة جين GADD45GIP1 في الإنسان.